# Dianthus sylvestris
Dianthus sylvestris là loài thực vật có hoa thuộc họ Cẩm chướng. Loài này được Wulfen mô tả khoa học đầu tiên năm 1786.